# Foz Cataratas Futebol Clube
Foz Cataratas Futebol Clube, comúnmente conocido como Foz Cataratas, es un club de fútbol femenino brasileño, con sede en la ciudad de Foz do Iguaçu, Estado de Paraná, Brasil. Juegan en la Copa de Brasil, que es la competencia más importante del fútbol femenino brasileño y ganaron esa competencia una vez, y compitieron en la Copa Libertadores 2012.

## Historia
El club fue fundado en marzo de 2010 por el empresario y expresentador de fútbol Luciano do Valle, y el maestro de educación física Aleksandro Foagnoli. Su primer juego se jugó el 6 de marzo de ese año, contra el equipo paraguayo Universidad Autónoma, en Foz do Iguaçu. Foz Cataratas ganó el Campeonato Paranaense en 2010 y en 2011 y terminó en la segunda posición en el Torneio Internacional Interclubes de Futebol Feminino de 2011, cuando fueron derrotados por Santos en la final. Ganaron la Copa do Brasil en 2011, después de vencer a Vitória das Tabocas en la final Foz Cataratas compitieron en la Copa Libertadores Femenina 2012, quedando subcampeonas tras perder en la final contra Colo-Colo por penales 4-2 después de un empate 0-0. En la edición de Copa Libertadores Femenina 2016 se quedó con el tercer lugar luego de vencer por penales 3-1 Colón Fútbol Club, después de un 0-0.

## Logros
- Copa do Brasil
  - Ganadores (1): 2011
- Campeonato Paranaense:
  - Ganadores (2): 2010, 2011

## Estadio
Foz Cataratas Futebol Clube juega sus juegos en casa en Estádio do ABC.